# Настоящие новозеландские крапивники
Настоящие новозеландские крапивники, или новозеландские крапивники (лат. Xenicus), — род птиц из семейства новозеландских крапивников (Acanthisittidae). Распространены в Новой Зеландии.

## Классификация
В род входят 2 вида и 3 подвида:
- † Xenicus longipes (Gmelin, 1789) — Кустарниковый новозеландский крапивник
  - † Xenicus longipes stokesii G. R. Gray, 1862
  - † Xenicus longipes longipes (Gmelin, 1789)
  - † Xenicus longipes variabilis Stead, 1936
- Xenicus gilviventris Pelzeln, 1867 — Скалистый новозеландский крапивник

Стефенский кустарниковый крапивник (Xenicus lyalli), ранее включаемый в этот род, выделен в отдельный род траверзий (Traversia).